# Magueyes Urbano
Magueyes Urbano es un barrio ubicado en el municipio de Ponce en el estado libre asociado de Puerto Rico. En el Censo de 2010 tenía una población de 1132 habitantes y una densidad poblacional de 351,91 personas por km².

## Geografía
Magueyes Urbano se encuentra ubicado en las coordenadas 18°1′29″N 66°38′12″O / 18.02472, -66.63667. Según la Oficina del Censo de los Estados Unidos, Magueyes Urbano tiene una superficie total de 3.22 km², que corresponden a tierra firme.

## Demografía
Según el censo de 2010, había 1132 personas residiendo en Magueyes Urbano. La densidad de población era de 351,91 hab./km². De los 1132 habitantes, Magueyes Urbano estaba compuesto por el 84.19% blancos, el 6.71% eran afroamericanos, el 0.27% eran amerindios, el 0.18% eran asiáticos, el 5.3% eran de otras razas y el 3.36% pertenecían a dos o más razas. Del total de la población el 99.03% eran hispanos o latinos de cualquier raza.